# Prima luce
La prima luce è l'evento in cui un telescopio, o uno strumento astronomico, viene usato per la prima volta dopo la sua costruzione.  Per estensione, il termine indica anche la prima immagine ottenuta con il telescopio.
Tipicamente, questa prima immagine non ha molto valore scientifico, ma serve piuttosto a verificare lo stato generale della strumentazione. Quindi, in genere, vengono scelti come obiettivi oggetti celesti ben noti.

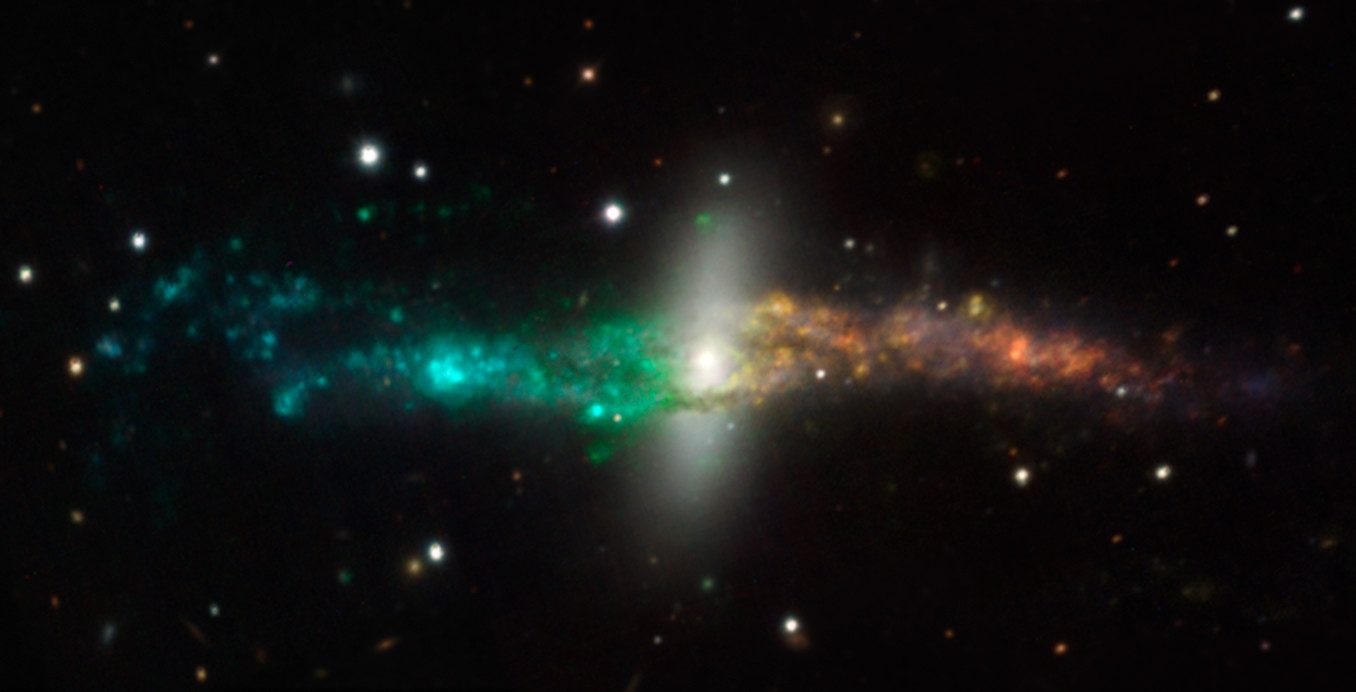
Test di prima luce dello strumento MUSE installato sul VLT dell'ESO nel 2014 sulla galassia ad anello polare NGC 4650a

In questa fase la calibrazione può durare svariati mesi